# Tam Dân
Tam Dân is een xã in het district Phú Ninh, een van de districten in de Vietnamese provincie Quảng Nam. Tam Dân heeft ruim 11.500 inwoners op een oppervlakte van 28,8 km².

## Geografie en topografie
Tam Dân ligt in het westen van het district. In het westen grenst het aan de huyện Tiên Phước. In het zuiden van Tam Dân ligt het Phú Ninhmeer.